# Mandloň trojlaločná
Mandloň trojlaločná (Prunus triloba) je rostlina, opadavá dřevina z čeledi růžovité (Rosaceae). Mandloň trojlaločná tvoří keře nebo (štěpovaná) malé stromy. Pěstuje se jako okrasná rostlina i v ČR, ale pochází z Číny.

## Synonyma
Podle biolib.cz jsou používána tyto synonyma:
- Amygdalus triloba (Lindl.) Ricker
- Louiseania triloba (Lindl.) Pachom.

## EPPO kód
Pro taxon označovaný Prunus triloba EPPO používá označení PRNTR. 

## Popis
Mandloň trojlaločná je opadavý keř nebo malý strom. Listy jsou široce vejčité až trojlaločné, dvojitě pilovité. Vykvétá v dubnu poloplnými 3 až 3,5 cm velkými růžovými květy. Roste bujně, metlovitě, habitus keře je poměrně nepravidelný, větve jsou vystoupavé. Plody mohou podle některých zdrojů být červené a ochlupené peckovice o průměru do 1,8 cm. Plodí vzácně.

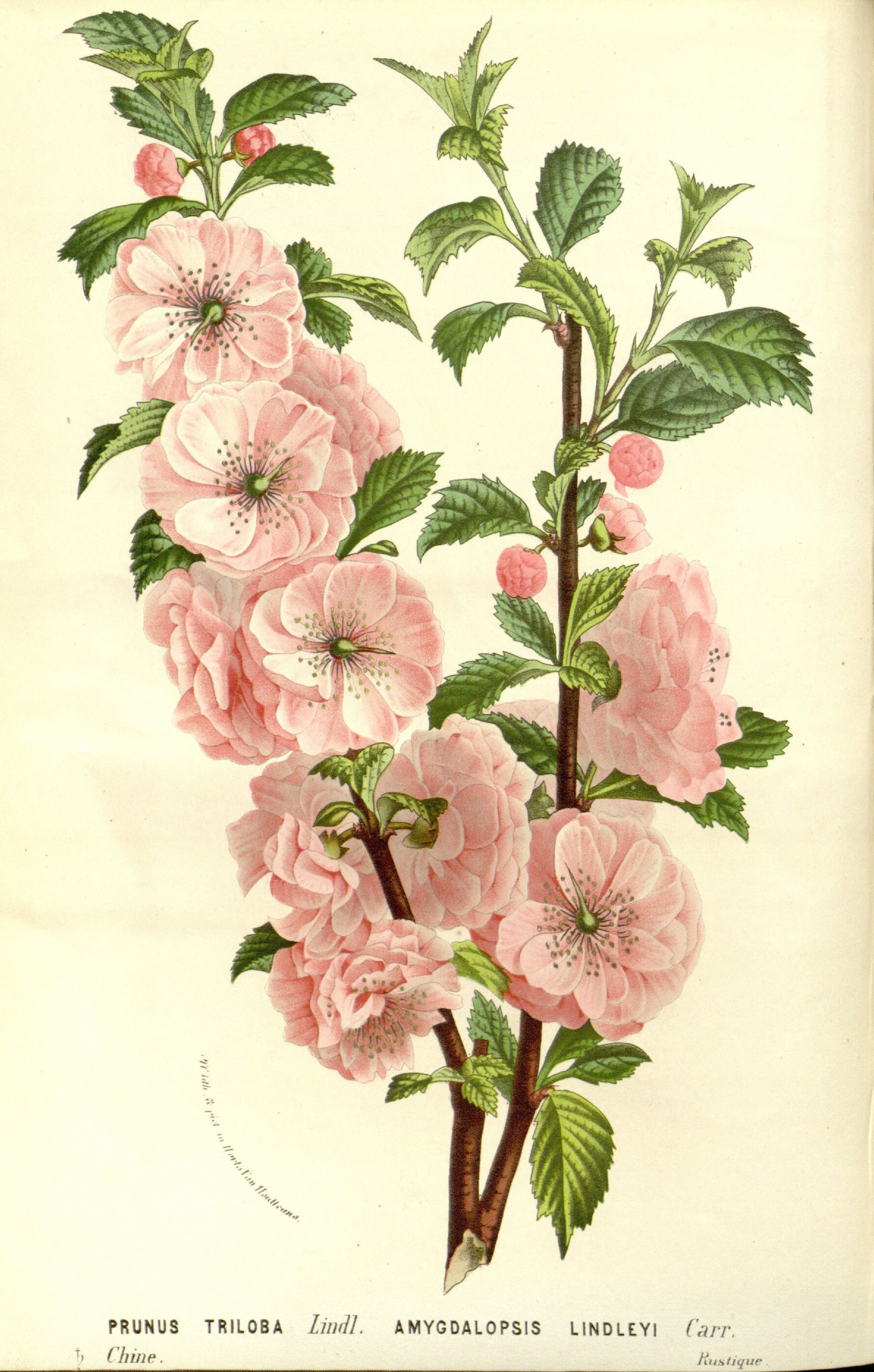
Popisný obrázek

## Použití
Druh je v České republice někdy pěstován jako okrasná dřevina. Může být vhodným podrostem. V době květu je ale keř tak výrazný, že jej lze použít i jako soliteru a je tak i někdy doporučován. Během celé vegetace ale není nápadný a růst je nepravidelný. Habitem, způsobem růstu keře nejsou nijak nápadně dekorativní, takže obvykle nejlépe působí ve skupině v středním pásu kompozice. Je rovněž doporučována na skalky, které však může snadno přerůstat a zastínit.

## Pěstování
Preferuje slunečné nebo světlé chráněné stanoviště s propustnou, dostatečně vlhkou živnou půdou. Snese ale i chudé, sušší, kamenité půdy. Dobře roste na stanovištích se zásaditou, vápenatou půdou ale snese i mírně kyselou. Může se bujně rozrůstat do okolí. Lze jej množit řízky. Doporučuje se také množení ze řízků odebíraných v předjaří z přirychlených matečních keřů.

## Choroby a škůdci
Silně trpí na moniliový úžeh. Dochází k vadnutí a zasychání nových výhonů, listů květů, hnědnutí, klejotoku, úhynu starších větví a celých keřů. Může na nevhodném stanovišti trpět padlím.
Může trpět nekrotickou kroužkovitostí třešně.

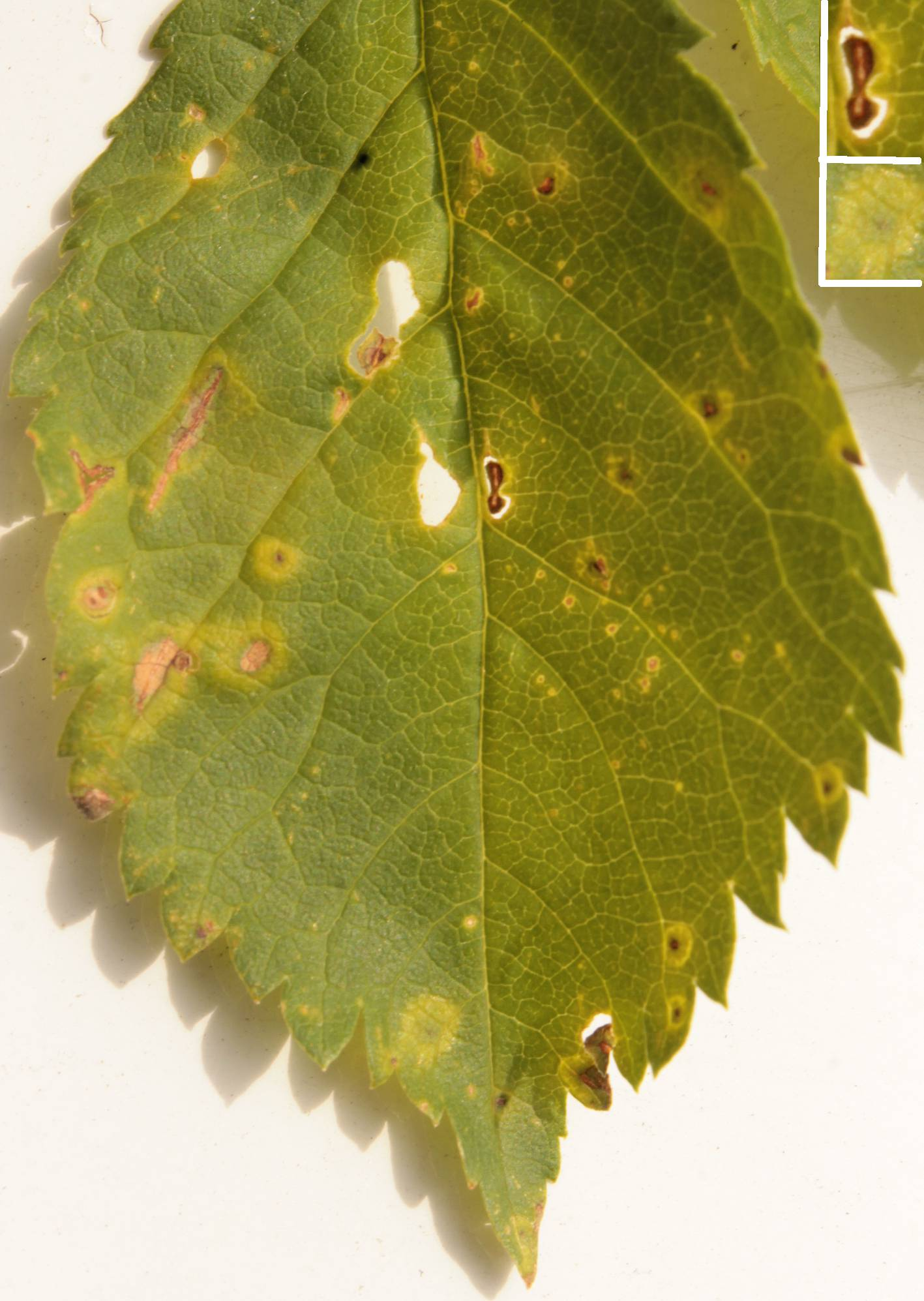
Nekrotická kroužkovitost třešně. Vzorek byl odebrán z prodávaného zboží ve školce.
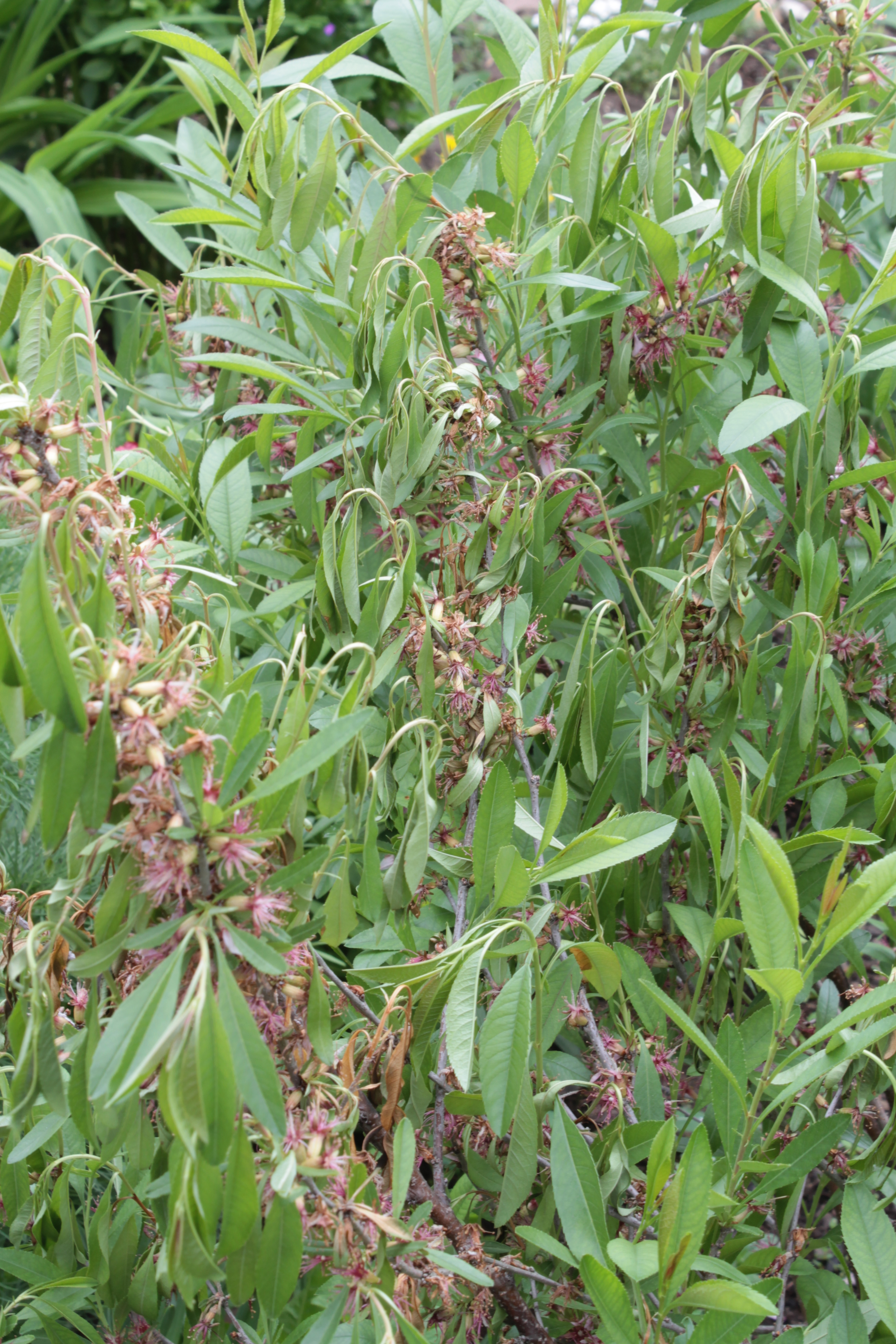
Moniliový úžeh u mandloně Prunus tenella, shodné příznaky.
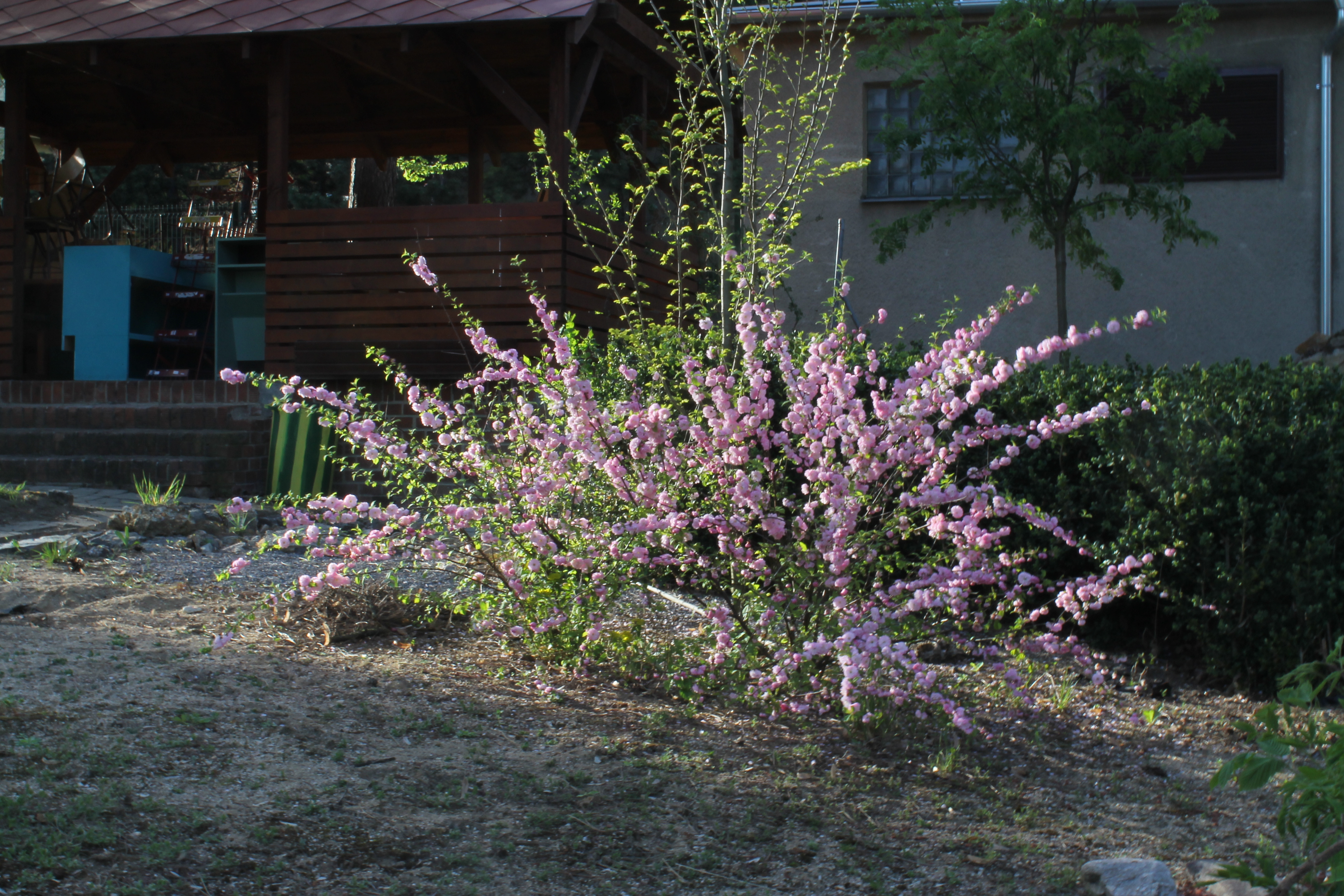
Keře v květu, ČR.